# Eilema perplexa
Eilema perplexa là một loài bướm đêm thuộc phân họ Arctiinae, họ Erebidae.